# Jerome Kiesewetter
Jerome Kiesewetter (Berlín, Alemania, 9 de febrero de 1993) es un futbolista estadounidense nacido en Alemania. Juega de delantero.
El 6 de marzo de 2015 Kiesewetter hizo su debut en la Bundesliga con el primer equipo del VfB Stuttgart en un encuentro contra el Hertha BSC.

## Clubes
| Club                            | País           | Año         |
| ------------------------------- | -------------- | ----------- |
| Hertha BSC II                   | Alemania       | 2011 - 2012 |
| VfB Stuttgart II                | Alemania       | 2012 -      |
| Hertha BSC II (a préstamo)      | Alemania       | 2014        |
| VfB Stuttgart                   | Alemania       | 2015 - 2016 |
| Fortuna Düsseldorf              | Alemania       | 2016 - 2018 |
| El Paso Locomotive FC           | Estados Unidos | 2019        |
| Inter Miami CF                  | Estados Unidos | 2020        |
| Fort Lauderdale CF (a préstamo) | Estados Unidos | 2020        |

## Selección nacional

### Selecciones inferiores
Luego de varias participaciones importantes con equipos juveniles estadounidenses, Kiesewetter fue incluido en la lista oficial de 23 jugadores que disputarán el Torneo Preolímpico de la Concacaf en octubre de 2015, con miras a los Juegos Olímpicos de Río de Janeiro de 2016. Anotó dos goles en el segundo partido de Estados Unidos en la fase de grupos del torneo, ayudando a su equipo a derrotar 6-1 a Cuba.

### Selección mayor
Kiesewetter fue convocado a la selección mayor de los Estados Unidos por primera vez en enero de 2016 con miras a dos partidos amistosos frente a Islandia y Canadá. Hizo su debut frente al primero, ingresando en el segundo tiempo en un partido que los Estados Unidos terminarían ganando 3-2.

## Palmarés

### Campeonatos nacionales
| Título        | Club               | País     | Año     |
| ------------- | ------------------ | -------- | ------- |
| 2. Bundesliga | Fortuna Düsseldorf | Alemania | 2017-18 |